# Ermita del Cristo de la Providencia (Soneja)
La ermita del Cristo de la Providencia, localizada en la calle Romano de Soneja, en la comarca del Alto Palancia, es una ermita, catalogada, de manera genérica Bien de Relevancia Local, según la Disposición Adicional Quinta de la Ley 5/2007, de 9 de febrero, de la Generalitat, de modificación de la Ley 4/1998, de 11 de junio, del Patrimonio Cultural Valenciano (DOCV Núm. 5.449 / 13/02/2007), con código: 12.07.106-002.

## Historia
La ermita se construyó en una zona elevada que se sitúa en el centro del núcleo poblacional, y que actualmente abarca el conocido como “Parque Municipal”, en el que se localizaba antiguamente el Vía Crucis, que acababa en una ermita, la actual ermita del Cristo de la Providencia, que resta como único vestigio del mentado Vía Crucis.
Durante la época de las Guerras Carlistas, sobre todo durante la primera, fue utilizado como fortín, y entre los vecinos se solía llamar “El Castillo”. Además se procedió a su ampliación y acondicionamiento para albergar en ella una guarnición militar. Así, el porche previo que poseía la construcción inicial fue cerrado en 1899 originándose de este modo un nuevo cuerpo, a diferente altura, a la planta de la ermita original.
Su estado actual es bueno, aunque muy modificado respecto al plano inicial.

## Descripción
La fachada de esta pequeña ermita, de planta rectangular, presenta una puerta (con mirillas en forma de cruz), colocada en vano de arco de medio punto de ladrillos (resto del desaparecido atrio).
La fábrica es de cemento encalado y presenta como refuerzo y adorno de cadena de sillares en las esquinas. La cubierta a dos y tres aguas y rematada en teja, según alturas, la mayor corresponde al cuerpo principal de la ermita, único cuerpo originario de la planta, y es la que presenta dos aguas, mientras que la más baja corresponde al nuevo cuerpo incorporado al cerrar el atrio previo inicialmente existente, que se cubre a tres aguas.
Por último la fachada se rematada en un pequeño hastial en el que se ubica un retablo cerámico, de la escena de Jesús siendo depositado en el sepulcro, coincidente con la última estación del Vía Crucis, y que se remata con una cruz.
Interiormente presenta nave única con dos cuerpos o crujías. El primero, como ya hemos dicho, corresponde al atrio cerrado, se cubre con bóveda de crucería, que utiliza como apoyo de los nervios, ménsulas; el segundo, separado del primero por un arco de medio punto un tanto rebajado, presenta cubierta en forma de bóveda de cañón, con lunetos.
El altar se sitúa en la cabecera de la planta que está presidida por la imagen del Cristo de la Providencia.